# Diócesis de Raiganj
La diócesis de Raiganj (en latín: Dioecesis Raigangensis y en inglés: Roman Catholic Diocese of Raiganj) es una circunscripción eclesiástica de la Iglesia católica en India. Se trata de una diócesis latina, sufragánea de la arquidiócesis de Calcuta. Desde el 8 de junio de 2018 su obispo es Fulgence Aloysius Tigga.

## Territorio y organización
La diócesis tiene 8920 km² y extiende su jurisdicción sobre los fieles católicos de rito latino residentes en el estado de Bengala Occidental en los distritos de Uttar Dinajpur y Malda.
La sede de la diócesis se encuentra en la ciudad de Raiganj, en donde se halla la Catedral de San José Obrero.
En 2020 en la diócesis existían 39 parroquias.

## Historia
La diócesis fue erigida el 8 de junio de 1978 con la bula Ut Pater et Pastor del papa Pablo VI, obteniendo el territorio de la diócesis de Dumka.

## Estadísticas
Según el Anuario Pontificio 2021 la diócesis tenía a fines de 2020 un total de 97 470 fieles bautizados.
| Año                                                                             | Población            | Población | Población      | Sacerdotes | Sacerdotes    | Sacerdotes    | Bautizados por sacerdote | Diáconos permanentes | Religiosos | Religiosos | Parroquias |
| Año                                                                             | Bautizados católicos | Total     | % de católicos | Total      | Clero secular | Clero regular | Bautizados por sacerdote | Diáconos permanentes | Varones    | Mujeres    | Parroquias |
| ------------------------------------------------------------------------------- | -------------------- | --------- | -------------- | ---------- | ------------- | ------------- | ------------------------ | -------------------- | ---------- | ---------- | ---------- |
| 1980                                                                            | 21 898               | 2 595 000 | 0.8            | 19         | 17            | 2             | 1152                     |                      | 2          | 54         | 11         |
| 1990                                                                            | 44 101               | 3 385 000 | 1.3            | 36         | 26            | 10            | 1225                     |                      | 14         | 88         | 14         |
| 1999                                                                            | 72 825               | 6 598 365 | 1.1            | 69         | 52            | 17            | 1055                     |                      | 27         | 146        | 26         |
| 2000                                                                            | 74 602               | 6 864 132 | 1.1            | 73         | 53            | 20            | 1021                     |                      | 35         | 155        | 27         |
| 2001                                                                            | 77 037               | 6 901 251 | 1.1            | 82         | 62            | 20            | 939                      |                      | 27         | 170        | 29         |
| 2002                                                                            | 78 197               | 6 972 366 | 1.1            | 86         | 69            | 17            | 909                      |                      | 26         | 176        | 28         |
| 2003                                                                            | 81 782               | 7 261 145 | 1.1            | 94         | 76            | 18            | 870                      |                      | 30         | 169        | 30         |
| 2004                                                                            | 82 864               | 7 352 234 | 1.1            | 94         | 75            | 19            | 881                      |                      | 31         | 183        | 30         |
| 2010                                                                            | 95 663               | 7 814 142 | 1.2            | 118        | 93            | 25            | 810                      |                      | 35         | 203        | 33         |
| 2014                                                                            | 91 421               | 8 175 321 | 1.1            | 137        | 106           | 31            | 667                      |                      | 42         | 218        | 33         |
| 2017                                                                            | 87 652               | 8 669 750 | 1.0            | 121        | 98            | 23            | 724                      |                      | 55         | 220        | 36         |
| 2020                                                                            | 97 470               | 9 050 000 | 1.1            | 132        | 99            | 33            | 738                      |                      | 62         | 229        | 39         |
| Fuente: Catholic-Hierarchy, que a su vez toma los datos del Anuario Pontificio. |                      |           |                |            |               |               |                          |                      |            |            |            |

## Episcopologio
- Leo Tigga, S.I. † (8 de junio de 1978-29 de enero de 1986 falleció)
- Alphonsus Flavian D'Souza, S.I. † (26 de enero de 1987-30 de abril de 2016 falleció)
  - Sede vacante (2016-2018)
- Fulgence Aloysius Tigga, desde el 8 de junio de 2018